# Jobst Jacob Jenisch
Jobst Jacob Jenisch (auch Johann Jacob Jenisch oder Johann Jakob Jenisch und Just Jacob Jenisch * 1658 in Wieda; † 1741 in Celle an der Aller) war ein deutscher Münzmeister.

## Leben
Jobst Jacob Jenisch wirkte im Herzogtum Braunschweig-Lüneburg und im Kurfürstentum Braunschweig-Lüneburg von 1687 bis 1705 oder 1706 oder 1712 als Münzmeister in Celle, während der Personalunion zwischen Großbritannien und Hannover in der Zeit von 1720 bis 1725 als Münzmeister in Osnabrück.
Auf den Stempel der unter ihm geprägten Münzen findet sich als Monogramm des Künstlers die drei teils kursiven Buchstaben I.I.I. oder J.J.J.

## Korrespondenzen in der Leibniz-Edition
Von Jenisch hat sich ein Memorial vom 16. oder 25. Dezember 1693 in der nach Gottfried Wilhelm Leibniz benannten Leibniz-Edition erhalten als Beilage in einem Rudolf Bornemann vom 27. November 1693 datierten Punctatio, versandt von Zellerfeld an die „Kammer zu Hannover, Braunschweig-Lüneburg“.